# Marlene Kegler Krug
Marlene Katherine Kegler Krug fue una estudiante paraguaya de la carrera de obstetricia, catequista de la Iglesia Evangélica Alemana del Río de la Plata que fue detenida y torturada por la última dictadura cívico militar de Argentina. Nació el 13 de abril de 1953 en Hohenau, Paraguay y el 24 de septiembre de 1976 fue secuestrada y desaparecida en Berisso, Buenos Aires. 

## Breve reseña
Marlene Kegler Krug nació en el seno de una familia de origen alemán en la entonces colonia, hoy ciudad, de Hohenau, en el departamento de Itapúa, en el sur de Paraguay. Su familia era oriunda de Sajonia y había emigrado a causa de la pérdida de cosechas y la consecuente hambruna. Creció siendo bilingüe (alemán-español) junto a sus padres Helma Krug Schneider y Eitel Benedicht Kegler Scheller. Fue una miembro activa de la Iglesia evangélica del Río de la Plata en la Congregación Alto Paraná, participante del grupo de jóvenes y maestra de la escuela dominical.
En 1972 comenzó a estudiar medicina en la Universidad Nacional de La Plata en la Argentina. Si bien recibía ayuda económica de sus padres, Marlene también trabajaba como empleada doméstica para solventar sus estudios. Además participaba de campañas de alfabetización en barrios de la ciudad de la Plata. Durante su estudio se cerró el comedor de la Universidad y el 8 de octubre de 1975 dos investigadores de la Universidad fueron asesinados por la Alianza Anticomunista Argentina (la Triple A). Marlene participó del sepelio de los dos asesinados, que devino en un acto de protesta en contra de la Triple A. La manifestación fue brutalmente reprimida por la Policía Bonaerense, Kegler Krug se unió en ese periodo a un grupo de estudiantes cercano al Frente Antiimperialista y por el Socialismo. El grupo se reunía en un salón de una Congregación de la Iglesia Evangélica Luterana Unida; pegaban afiches, repartían volantes y organizaban manifestaciones espontáneas, que se disolvían rápidamente antes de que llegara la policía.
Marlene Kegler Krug  se especializó en 1976 en obstetricia. El 24 de marzo de ese año se produjo el golpe de Estado, en el que militares y civiles se hicieron con el poder y dieron comienzo, en forma sistemática, a la desaparición forzada y tortura de personas de las que entendían que no eran afines a sus lineamientos y que en realidad habían estado vinculadas a los movimientos sociales y políticos.
El 24 de septiembre de 1976 Marlene Kegler Krug salió de su casa de Berisso para ir a la Universidad. En una parada de colectivo (bus) fue violentamente introducida en un coche por tres hombres vestidos de civil. Marlene Kegler Krug se aferró a un poste de luz y pidió auxilio. Varios transeúntes trataron de ayudarle, pero los secuestradores dispararon al aire e introdujeron a Marlene dentro del baúl. Pocos minutos después llegó una pequeña unidad del Ejército para investigar en el lugar de los hechos. Un poco más tarde apareció Manuel García Mutto, decano de la Facultad de Medicina, que declaró que Kegler Krug no era estudiante de la Facultad. Pocos días después la vivienda de Marlene Kegler Krug fue allanada por personas de civil. Sobre el secuestro hubo distintas noticias en la prensa pero no se mencionó el allanamiento.
Diversos testimonios prueban que Marlene Kegler Krug estuvo detenida en varios centros clandestinos de detención en el Gran Buenos Aires. Pablo Díaz, un sobreviviente de La Noche de los Lápices la vio en el Pozo de Arana, donde estaba siendo brutalmente torturada:

“Cuando estaba en la sesión de tortura, nosotros escuchábamos los gritos que se producían. En un momento dado hay un silencio, y los guardias empiezan a decir que ‘se les había quedado’. Se empezaron a jactar, y decían que ‘la tiraran a los perros’. Era generalmente el que comandaba ese campo. Otro represor dijo: ‘Entiérrenla en el fondo’. El caso es que Marlene no volvió más. Nosotros no volvimos a escuchar los gritos de la tortura de Marlene, por lo cual pudo haber sido el destino final los fondos del propio campo.”

Se presume que después fue llevada al centro de tortura Puesto Vasco en Quilmes, después de lo cual no se supo nada más de ella. Ambos centros clandestinos de detención estaban comandados por la Policía de la Provincia de Buenos Aires. Otro sobreviviente, Walter Docters, declaró que aun bajo tortura Marlene cuestionaba a la dictadura.

Nilda Eloy detenida en el Pozo de Banfield
“(…) Contó que en ese centro un policía había inventado un aparato para ‘esterilizar’ a las mujeres y se ufanaba de que gracias a él ‘no nacerían más subversivos’. Explicó que se trataba de un instrumento de metal con puntas, que descargaba corriente eléctrica cuando se introducía en la vagina. De esa forma, agregó, se quemaba el endometrio y se causaban lesiones irreparables. (…) Otro momento que la conmovió fue recordar haber compartido cautiverio con una joven, de nombre Marlene Katherine Kegler Krug, a la que habían crucificado en el Pozo de Arana y que aún tenía en su cuerpo las marcas de la crucifixión. (…)” (Testimonio de Nilda Eloy, InfoRegión, 24/11/20)

## Procesos judiciales
Los padres de Marlene Kegler Krug exigieron el 7 de octubre de 1976 al Ministerio del Interior argentino informaciones sobre el paradero de su hija, pero no recibieron respuesta alguna. Al día siguiente presentaron una denuncia en la seccional policial de Berisso. Durante los años siguientes presentaron seis habeas corpus; todos fueron rechazados. En enero de 1977 se les informó telefónicamente que su hija se encontraba en un centro de detención en el Gran Buenos Aires. No tuvieron ninguna otra noticia acerca de su paradero.
El 29 de septiembre de 1983, poco antes del fin de la dictadura militar, un grupo de 41 familiares presentó un habeas corpus colectivo en favor de 48 descendientes de alemanes desaparecidos, entre ellos Marlene Kegler Krug, ante el juez federal Oscar Mario Salvi. A fines de la dictadura el caso fue denunciado ante la CONADEP, que lo derivó a un juzgado federal en La Plata. Las investigaciones fueron suspendidas con la promulgación de Ley de Punto Final de 1986 y la Ley de Obediencia Debida 1987).
El 22 de mayo de 2003, la Coalición contra la Impunidad en Argentina presentó el caso Kegler Krug ante la justicia alemana. En el marco del foro ecuménico 2003 de la Iglesia Evangélica en Alemania la ministra de justicia alemana Brigitte Zypries recibió el 28 de mayo a representantes de la Coalición contra la Impunidad en Argentina. Durante el encuentro, Arturo Blatezky del Movimiento Ecuménico por los Derechos Humanos (MEDH) y Rolf Koppe, obispo de la Iglesia Evangélica en Alemania, una denuncia en contra de los secuestradores de Kegler Krug. La fiscalía de Núremberg-Fürth inició las correspondientes investigaciones, que se suspendieron el 12 de agosto de 2003, fundamentándose en el hecho de que Kegler Krug no era ciudadana alemana sino que contaba con un pasaporte falso, y que no era posible averiguar detalles sobre su defunción. La Coalición contra la Impunidad en Argentina presentó una objeción.
El 20 de octubre de 2004 la Agrupación de Familiares de Detenidos Desaparecidos y el Movimiento Ecuménico por los Derechos Humanos publicaron una solicitada en la que se reclamaba a la justicia alemana que continuara con las investigaciones. Entre otros, la solicitada fue firmada por el obispo Miguel Hesayne y el Premio Nobel de la Paz Adolfo Pérez Esquivel.

## Homenaje
En mayo de 2018 la Facultad de Ciencias Médicas de la Universidad Nacional de La Plata inauguró un mural en su memoria.